# Strauchritter
Strauchritter ist ein berittener Strauchdieb. Der Ausdruck verdeutlicht, dass dieser ab dem 13. Jahrhundert vermehrt auftretende Typ des Räubers auf einem Pferd herumstreifte und sich vor einem Überfall auf einen reisenden Kaufmann oder Pilger hinter Sträuchern oder im Gebüsch versteckte. Der Begriff ist daher nahe verwandt mit dem des Strauchdiebs, der im Gebüsch oder Unterholz versteckt Reisenden auflauerte. Die im 15. und 16. Jahrhundert namentlich bei den Kaufleuten Süddeutschlands gebräuchlichen Bezeichnungen Staudenhecht und Heckenreiter haben eine vergleichbare begriffliche Wurzel.
Der Begriff wurde weitgehend synonym mit Raubritter, Räuber, Straßenräuber und Wegelagerer und wird heute als Schimpfwort im Sinne von Gauner, Halunke, Schurke, Betrüger benutzt.